# HD81952
HD81952 — подвійна зоря. 
Дана подвійна система має видиму зоряну величину в смузі V приблизно 8,6.

## Подвійна зоря
Головна зоря цієї системи належить до хімічно пекулярних зір й має спектральний клас A3.
Інша компонента має  спектральний клас A9.